# Vasilij Timofeevič Vol'skij
Vasilij Timofeevič Vol'skij (in russo Вольский Василий Тимофеевич Вольский?; Mosca, 10 marzo 1897 – Mosca, 22 febbraio 1946) è stato un generale sovietico.
Ufficiale esperto di truppe corazzate e di guerra con mezzi meccanizzati, prestò servizio con le forze mobili dell'Armata Rossa fin da prima dell'inizio della Grande Guerra Patriottica.
In non buone condizioni di salute a causa della TBC laringea da cui era affetto, riuscì ugualmente a distinguersi durante il conflitto guidando in particolare il potente 4º Corpo meccanizzato durante l'operazione Urano, nel corso della battaglia di Stalingrado. I suoi reparti corazzati contribuirono in modo decisivo a chiudere l'accerchiamento della 6. Armee tedesca, congiungendosi a sud di Kalac con i carri armati sovietici provenienti da nord.
Costretto a lunghi periodi di riposo, riprese il servizio attivo al fronte nella seconda metà del 1944 guidando fino al marzo 1945 la 5ª Armata carri della Guardia ad una serie di vittorie nei Paesi Baltici e in Prussia orientale.

## Biografia

### I primi anni nell'Armata Rossa
Arruolato giovanissimo nel 1916 nell'Esercito imperiale russo, Vasilij Vol'skij prese parte come soldato semplice alle fasi finali della prima guerra mondiale sul fronte orientale, prima di aderire alla Rivoluzione bolscevica; assegnato nel giugno 1918 come commissario politico ad un reggimento di fanteria della nuova Armata Rossa, svolse quindi compiti politico-militari durante la Guerra civile sul fronte meridionale e sul fronte siberiano dal settembre 1918 al novembre 1920.
Dopo un periodo come commissario politico di unità di cavalleria nel 1921-1922 negli anni seguenti tenne il comando di vari reggimenti di cavalleria, frequentò i corsi dell'Accademia militare "Frunze" prima di essere trasferito alle nuove truppe meccanizzate e motorizzate dell'Armata Rossa che erano in fase di organizzazione e costituzione. Nel 1930-1931 l'alto comando sovietico dispose l'attivazione della prima brigata meccanizzata dell'esercito equipaggiata con carri armati e mezzi motorizzati e Vol'skij che faceva parte dell'ispettorato delle truppe meccanizzate, ricevette il comando di questa nuova formazione. Con il grado di colonnello, mantenne il comando della brigata meccanizzata fino al 1935 esercitando una funzione importante nel processo di sviluppo tecnico-tattico delle forze corazzate e motorizzate sovietiche.
Dopo aver svolto incarichi di rappresentanza come addetto militare nell'ambasciata sovietica in Italia dal 1935 al 1939, Vol'skij, promosso generale di brigata nel 1936 ritornò in patria e venne nominato vice comandante dell'Accademia "J. Stalin" di meccanizzazione e motorizzazione di Mosca. Alla vigilia dell'inizio della guerra con la Germania, Vol'skij era maggior generale e manteneva l'incarico nell'accademia. 

### Nella Grande Guerra Patriottica
Durante l'operazione Barbarossa Vol'skij venne assegnato al comando di tutte le forze corazzate del Fronte Sud-occidentale schierate in Ucraina e partecipò alle disperate e disastrose battaglie per fermare l'avanzata della Wehrmacht verso Kiev e il Dnepr. Nell'inverno 1941 Vol'skij, in non buone condizioni di salute a causa della Tubercolosi laringea da cui era affetto, venne trasferito a Mosca per svolgere la funzione di direttore dell'ispettorato delle truppe motorizzate e corazzate dell'Armata Rossa e si impegnò nel processo di ricostruzione e riorganizzazione generale delle unità mobili dell'esercito. Nel febbraio 1942 ritornò al fronte per controllare l'impiego delle forze corazzate assegnate al settore della Crimea dove entrò in contrasto con il generale Lev Mechlis, quindi diresse le deboli unità meccanizzate disponibili nel fronte del Caucaso che batteva in ritirata nell'estate 1942 di fronte alla nuova offensiva tedesca. A causa di una riattivazione della sua malattia dovette peraltro passare un periodo in ospedale per cura e riposo. Determinato a ritornare in azione, riuscì, nonostante le precarie condizioni di salute, a essere dimesso e ricevette il 10 ottobre 1942 un nuovo e importante incarico operativo.
Durante la fase di preparazione per l'operazione Urano, la grande controffensiva generale dell'Armata Rossa sul fronte di Stalingrado e del Don, l'alto comando stava ricostituendo freneticamente le proprie riserve corazzate e meccanizzate che avrebbero dovuto svolgere il compito decisivo nella complessa manovra di accerchiamento pianificata. Nelle retrovie del Fronte di Stalingrado (Stalingradskij Front) venne quindi costituito il nuovo 4º Corpo meccanizzato basato sui quadri e i soldati superstiti del vecchio 28º Corpo carri distrutto nell'estate 1942 nell'ansa del Don. Questo nuovo e potente corpo meccanizzato, equipaggiato con oltre 220 carri armati moderni, venne assegnato al comando di Vol'skij che ebbe il compito di completare l'addestramento e trasferire in segreto i suoi reparti mobili sulle posizioni di partenza prima dell'offensiva. Vol'skij avrebbe dovuto effettuare con il 4º Corpo meccanizzato l'avanzata decisiva da sud di Stalingrado verso nord-ovest, intercettare le linee ferroviarie di comunicazione da cui passavano i rifornimenti della 6. Armee tedesca in combattimento sul Volga ed entrare in collegamento entro due giorni con le colonne corazzate sovietiche del Fronte Sud-Occidentale (Yugo-zapadnyj Front) di cui era previsto il contemporaneo arrivo da nord.

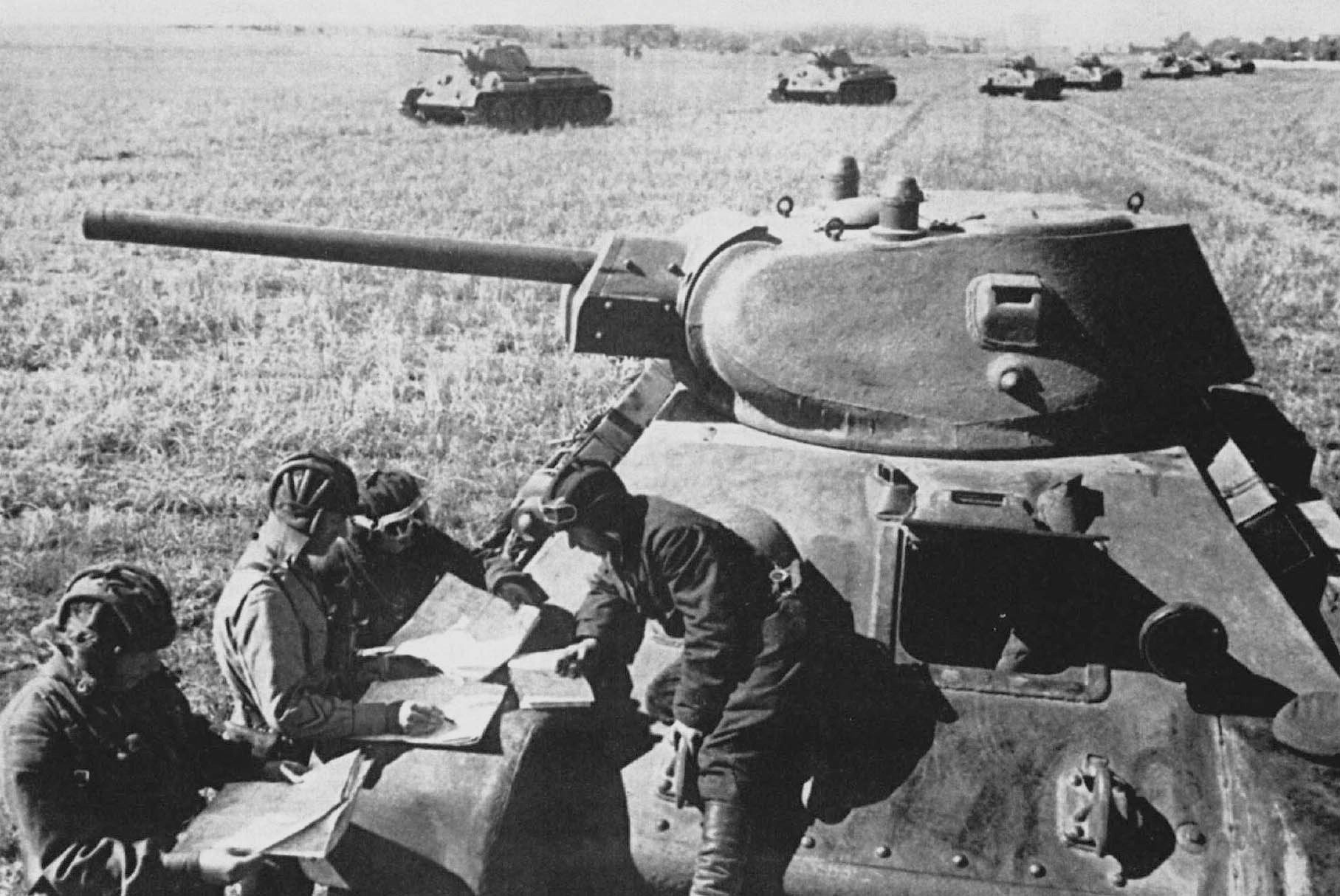
Gli equipaggi dei carri armati T-34 si preparano per l'operazione Urano.

Il 4º Corpo meccanizzato riuscì a completare nei tempi previsti l'organizzazione e lo schieramento segreto delle sue forze e il generale Aleksandr Vasilevskij, il capo di stato maggiore dell'Armata Rossa, giunto sul posto valutò positivamente l'operato di Vol'skij e l'efficienza dei suoi reparti. Pochi giorni prima dell'inizio dell'operazione Urano tuttavia Vol'skij sarebbe stato protagonista, secondo alcune fonti memorialistiche, di un controverso episodio. Il 17 novembre egli avrebbe comunicato per lettera direttamente a Stalin che le forze disponibili non erano sufficienti e che quindi l'operazione sarebbe fallita; Vol'skij proponeva di rinviare o addirittura annullare l'offensiva. Stalin discusse il contenuto della lettera con il generale Vasilevskij che, molto sorpreso, respinse le affermazioni di Vol'skij e confermò che le truppe erano pronte e che egli aveva piena fiducia nella vittoria. Dopo un breve colloquio telefonico con Stalin peraltro Vol'skij avrebbe prontamente ritirato le sue critiche e avrebbe espresso la sua determinazione a completare con successo la missione assegnatagli. Questo singolare episodio rimane tuttavia poco chiaro, si è parlato di fasi di depressione di Vol'skij a causa degli impegni sul campo e delle precarie condizioni di salute ma alcuni autori ritengono la vicenda scarsamente attendibile. Di fatto il 19 novembre 1942 l'operazione Urano iniziò regolarmente e raggiunse subito importanti risultati; il 20 novembre anche Vol'skij passò all'attacco con il 4º Corpo meccanizzato e penetrò facilmente attraverso le linee dell'esercito rumeno.
In realtà Vol'kij nei primi giorni dell'offensiva diresse con prudenza l'avanzata dei suoi reparti meccanizzati; le colonne si misero in movimento con un ritardo di alcune ore dopo lo sfondamento del fronte rumeno, e nelle fasi iniziali la marcia si svolse con difficoltà a causa del terreno difficile e della presenza di campi minati; si crearono ingorghi durante lo spiegamento delle brigate. Nella notte del 20 novembre Vol'skij ricevette l'ordine dal comando del fronte di continuare ad avanzare nell'oscurità per recuperare il tempo perduto; il generale era incerto e preoccupato per possibili contrattacchi tedeschi, ma alla fine eseguì gli ordini e i suoi reparti si mossero con una certa cautela durante la notte, giungendo all'alba alla stazione di Abganerovo dove intercettarono l'importantissima linea ferroviaria che collegava la 6. Armee in combattimento a Stalingrado con le retrovie del fronte tedesco. Il 21 novembre il 4º Corpo meccanizzato continuò ad avanzare fino alla cittadina di Zety; Vol'skij, sempre preoccupato per possibili contrattacchi, fermò le sue avanguardie, fece concentrare le brigate e fece affluire i rifornimenti; questa nuova sosta provocò l'aspra reazione del comandanti del Fronte di Stalingrado, generali Andrej Erëmenko e Markian Popov, che ingiunsero categoricamente a Vol'skij di riprendere al più presto l'avanzata e accelerare la manovra prima dell'arrivo delle riserve tedesche. All'alba del 22 novembre un nuovo intervento dell'alto comando sovietico sollecitò in termini categorici l'immediata ripresa dell'offensiva; vennero richiesti rapporti dettagliati ogni due ore sui progressi delle brigate.

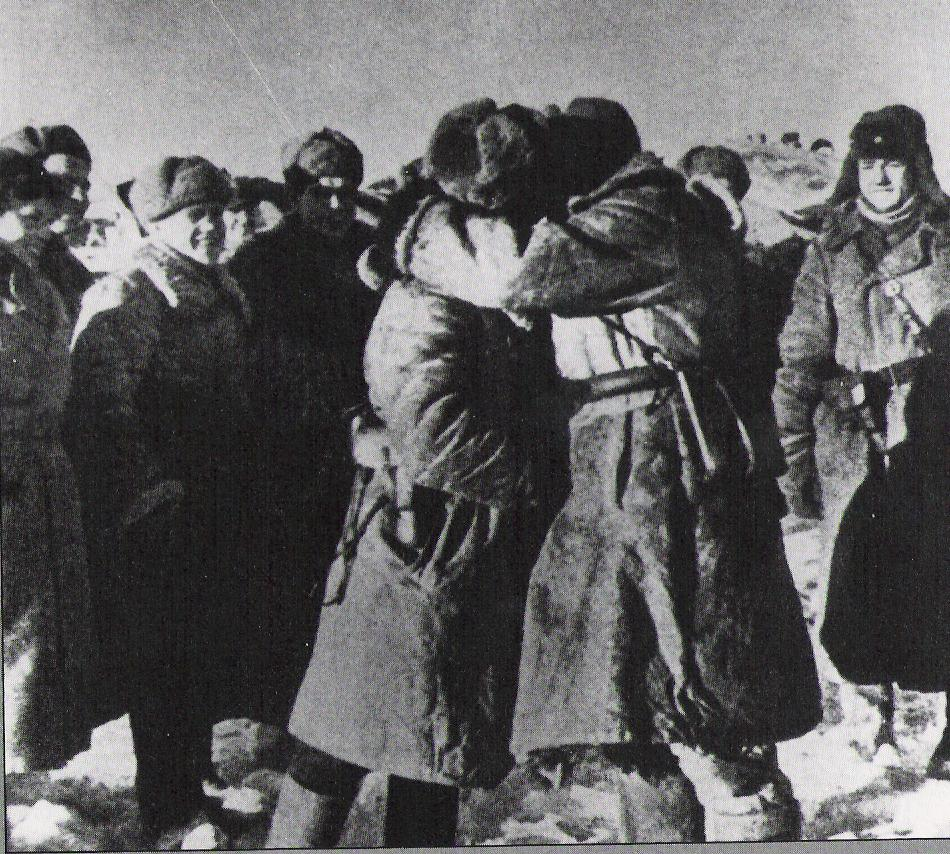
I comandanti delle brigate carri sovietiche si abbracciano dopo il congiungimento a Sovetskij il 23 novembre 1942 ed il completamento dell'operazione Urano.

Vol'skij, rassicurato dall'arrivo di rinforzi sui fianchi e dall'assenza dei temuti contrattacchi tedeschi, decise quindi di accelerare l'avanzata; egli costituì un reparto di punta con carri armati e truppe motorizzate con l'ordine di marciare direttamente verso il villaggio di Sovietskij e la stazione di Krivomužinskaja; al maggiore Doroskevič, comandante dei carri di testa, diede precise disposizioni di raggiungere l'obiettivo ad ogni costo entro le ore 12.00 del 22 novembre. La manovra del 4º Corpo meccanizzato ebbe pieno successo e i mezzi corazzati di Vol'skij occuparono facilmente entro i tempi previsti il villaggio e soprattutto la stazione; in questo modo fu interrotto anche l'ultimo collegamento ferroviario della 6. Armee tedesca. Nella notte del 22-23 novembre si apprese che i corpi corazzati sovietici provenienti dalla riva destra del Don erano in avvicinamento verso sud e quindi che era prevedibile il ricongiungimento e la chiusura definitiva della sacca d'accerchiamento. Nonostante l'andamento favorevole dell'operazioni, al mattino del 23 novembre Vol'skij era ancora preoccupato; le notizie da Kalač erano confuse e i suoi reparti avevano individuato la presenza di reparti mobili tedeschi a nord-est e avevano dovuto affrontare il combattimento. Le prime informazioni su alcune colonne in avvicinamento da nord-ovest erano incerte e Vol'skij decise di inviare avanguardie che iniziarono a lanciare prudentemente razzi verdi di segnalazione per evitare errori di identificazione e incidenti. Alle ore 15.30 vennero segnalati gruppi di carri armati in arrivo che a loro volta spararono razzi verdi; si trattava dei reparti del 4º Corpo carri del generale Andrej Kravčenko provenienti da Kalač; i carristi delle due parti finalmente entrarono in contatto e festeggiarono il congiungimento e la riuscita chiusura dell'accerchiamento. Nella serata del 23 novembre 1942 Vol'skij si incontrò per la prima volta con il generale Kravčenko in una casa alla periferia occidentale di Sovietiskij, alla riunione parteciparono anche il generale Popov e Nikita Chruščёv, il Commissario politico del Fronte di Stalingrado; in questa occasione i generali si congratularono per la vittoria e analizzarono la situazione strategica sul campo.
Dopo il brillante successo che imprimeva una svolta decisiva a favore dell'Armata Rossa della battaglia di Stalingrado, Vol'skij e il suo corpo meccanizzato furono di nuovo impegnati in azione nella seconda settimana di dicembre 1942 durante l'operazione Tempesta Invernale, la pericolosa controffensiva sferrata dalle Panzer-Division del generale Hermann Hoth nel settore di Kotel'nikovo per accorrere in aiuto e sbloccare la 6. Armee accerchiata a Stalingrado. Il 4º Corpo meccanizzato di Vol'skij venne fatto intervenire d'urgenza ed entrò in combattimento il 15 dicembre 1942 quando la situazione dei sovietici, avendo i tedeschi già superato il fiume Aksaj, si era fatta difficile.
Vol'skij diresse l'azione del suo corpo meccanizzato, ridotto dopo l'operazione Urano a circa 70 mezzi corazzati e 5.600 uomini, durante le durissime battaglie contro i panzer della 6. Panzer-Division nel settore di Vercne Kumskij; i combattimenti continuarono per molti giorni con esito alterno. Le forze di Vol'skij subirono forti perdite e alla fine, il 19 dicembre, ripiegarono a nord del fiume Myškova ma a loro volta logorarono fortemente le truppe corazzate tedesche che esaurirono la loro capacità offensiva. Vol'skij con la sua coraggiosa azione riuscì a fermare la marcia del nemico in direzione di Stalingrado e guadagnare tempo dando modo all'alto comando sovietico di far affluire potenti riserve meccanizzate che, a partire dal 23 dicembre 1942, intervennero e decisero l'esito della battaglia a favore dell'Armata Rossa. Vol'ki venne elogiato per la sua azione di comando e ricevette la sera del 23 dicembre una lettera di congratulazioni dal vice comandante del Fronte di Stalingrado in cui veniva pienamente apprezzato l'eccellente comportamento dei suoi soldati.
Il 4º Corpo meccanizzato aveva già ricevuto il 18 dicembre 1942, in riconoscimento dei risultati raggiunti sul campo di battaglia, la denominazione onorifica di 3º Corpo meccanizzato della Guardia, e prese parte anche alla nuova fase offensiva in direzione di Kotel'nikovo, sferrata dai sovietici dopo l'arrivo delle riserve, che sconfisse definitivamente i tedeschi. Vol'skij guidò i suoi soldati fino al 3 gennaio 1943 quando, a causa del peggioramento delle sue condizioni di salute, dovette cedere il comando e sottoporsi ad un nuovo periodo di cure.

### Gli ultimi anni
Vol'skij, promosso il 7 febbraio 1943 al grado di tenente generale delle truppe corazzate, trascorse alcuni mesi in ospedale e solo nel giugno 1943 ritornò in servizio attivo assumendo un incarico non operativo. Ritenuto uno dei più esperti e capaci ufficiali delle forze meccanizzate sovietiche, venne nominato vice comandante del Comando delle truppe meccanizzate e motorizzate dell'Armata Rossa e divenne il principale collaboratore del maresciallo Yakov Fedorenko, impegnato nel continuo potenziamento e modernizzazione dei mezzi tecnici dell'esercito.
Vol'skij ritornò in azione sul campo di battaglia solo nell'estate 1944 assumendo il 18 agosto il comando della 5ª Armata carri della Guardia in quel periodo impegnata nella gigantesca operazione Bagration. La famosa unità corazzata sovietica aveva subito forti perdite e il suo comandante, il maresciallo delle truppe corazzate Pavel Rotmistrov, era stato sostituito l'8 agosto da generale Michail Solomatin che però a sua volta rimase ferito dopo pochi giorni a causa dell'esplosione di una mina; Vol'skij ricevette l'incarico di prendere immediatamente il suo posto alla testa dell'armata carri.
Vol'kij diresse la 5ª Armata carri della Guardia durante la difficile offensiva del Baltico: dopo aver contribuito a fermare alcuni pericolosi contrattacchi delle riserve corazzate tedesche, le sue formazioni meccanizzate in ottobre 1944 parteciparono alla decisiva avanzata in direzione di Memel. I carri di Vol'skij il 10 ottobre raggiunsero la costa del Mar Baltico a Palanga e tagliarono le comunicazioni del Gruppo d'armate Nord che rimase isolato nella sacca di Curlandia.
Nella fase finale della guerra Vol'skij, promosso il 26 ottobre 1944 al grado di colonnello generale delle truppe corazzate, mantenne il comando della 5ª Armata carri della Guardia che venne assegnata al 2° Fronte Bielorusso del maresciallo Konstantin Rokossovskij incaricato di invadere la Prussia orientale durante la grande offensiva Vistola-Oder sferrata dall'Armata Rossa il 12 gennaio 1945. Nonostante l'aspra e prolungata resistenza delle truppe tedesche, i sovietici riuscirono ad avanzare e dal 17 gennaio Vol'skij fece intervenire i suoi mezzi corazzati che raggiunsero Mława e quindi deviarono, secondo gli ordini dell'alto comando, verso nord e nord-est in direzione del Frisches Haff. Dopo audaci e difficili manovre le forze meccanizzate di Vol'skij raggiunsero la costa il 24 gennaio 1945; il raggruppamento tedesco che stava difendendo tenacemente la Prussia orientale venne tagliato fuori nella regione fortificata di Königsberg.
Vol'skij prese parte con la sua armata carri alla dura battaglia finale contro il raggruppamento tedesco in Prussia orientale e in febbraio 1945 ricevette l'incarico dal maresciallo Rokossovskij di bloccare la ritirata nemica verso il Frische Nehrung. A marzo 1945 tuttavia Vol'skij dovette nuovamente cedere il comando a causa dei suoi gravi problemi di salute e venne ricoverato in ospedale; egli quindi non prese parte alla battaglia finale di Berlino.
Dopo aver trascorso in ospedale i mesi successivi alla fine della seconda guerra mondiale; Vol'skij morì nel 1946 a causa dell'aggravarsi della sua malattia.